# Perry Mason: Arringa finale
Perry Mason: Arringa finale (Perry Mason: The Case of the Lethal Lessons) è un film per la televisione del 1989, diretto dal regista Christian I. Nyby II.

## Trama
Perry Mason sta tenendo una serie di lezioni di diritto a una classe di studenti di legge all'università. Il gruppo di studio sta inscenando un processo con tanto di testimoni, giudice e giurati. L'avvocato della difesa è Frank Wellman Jr., un ragazzo un po' aggressivo ma brillante come oratore ed è il figlio di un vecchio amico di Mason. Il ragazzo comunque non è molto simpatico ad alcuni suoi compagni di corso. Compagno di Frank è Ken Malansky, fidanzato con Kimberly, un'altra compagna di corso. Kimberly e Ken hanno dei problemi a causa dell'attaccamento morboso del fratello di lei Scott McDonald. Un pomeriggio, dopo l'ultima udienza-studio prima delle arringhe finali, Kimberly dà un appuntamento a Ken per la sera, ma quando il ragazzo va nell'appartamento la compagna di stanza gli racconta che Kimberly non vuole parlargli perché è stata aggredita da Frank Wellman. Accecato dall'ira Malansky corre alla facoltà dove si trova Frank a provare l'arringa e quando entra lo trova morto pugnalato con il suo coltello. Le prove indiziarie sono contro di lui e il ragazzo chiede a Perry Mason di difenderlo. Nel frattempo arriva Amy Hastings, l'ex fidanzata di Ken, ragazza ricca ed esuberante che paga la cauzione e inizia ad indagare al fianco degli avvocati e della fidata segretaria Della Street. A complicare le cose ci si mette anche l'intromissione di Wellman sr. che, convinto della colpevolezza di Ken, ha pagato un compagno di corsi per testimoniare il falso. Poco per volta si dipana l'intrigo complicato, sino alla scoperta del vero colpevole. Mason visiona la registrazione del finto processo, e notando un libro familiare sul banco della difesa, intuisce il vero movente. Tutto è partito dai McDonald, fratello e sorella; in particolare lei ha concepito il piano; desiderosa di vendetta perche Frank Wellman jr. aveva tentato di violentarla, Kimberly aveva coinvolto Scott che aveva un altro movente; il libro messo da Wellman jr. sul banco durante la prova era un testo giuridico, da cui Scott aveva copiato di sana pianta alcuni passaggi per scrivere un compito, la cui valutazione avrebbe dato l'accesso ad un prestigioso incarico; essendoci un solo posto disponibile, Wellman aveva usato il libro come avvertimento per Scott McDonald; Kimberly aveva dato appuntamento a Wellman, poi fatto in modo da mandare Ken Malansky nello stesso posto, mentre Scott ha commesso materialmente l'omicidio, usando l'attrezzatura audio della sala per registrare le prove dell'arringa e convincere tutti che la vittima fosse ancora viva.

## Curiosità
In questo film tv si intuisce una variazione nella serie televisiva in quanto manca la partecipazione di William Katt nella parte di Paul Drake Jr. e manca anche l'attore che ha interpretato per i primi episodi della serie: David Ogden Stiers il pubblico ministero Michael Reston che faceva da contraltare a Perry Mason in aula, come ai tempi dei telefilm William Talman nei panni del pubblico ministero Hamilton Burger. Contestualmente viene inserita Amy Hastings come aiuto-detective di Ken Malansky, sia per dare movimento (anche comico) alla trama, sia per sdoppiare il ruolo piuttosto statico rappresentato da Paul Drake.